# Fabronia ravenelii
Fabronia ravenelii är en bladmossart som beskrevs av Sullivant in Sullivant och Lesquereux 1856. Fabronia ravenelii ingår i släktet Fabronia och familjen Fabroniaceae. Inga underarter finns listade i Catalogue of Life.